# دریای مرجان
دریای مرجان (در انگلیسی: Coral Sea) نام دریایی است که در شمال شرق استرالیا قرار دارد و این کشور را از جزیره‌های اطراف جدا می‌کند. دریای مرجان، در محدوده ایالت کوئینزلند قرار دارد و صخره‌های مرجانی بزرگ استرالیا در این ناحیه قرار گرفته‌اند که مشتمل بر بیش از سه هزار صخره و نهصد جزیره مختلف می‌شوند.

## نگارخانه

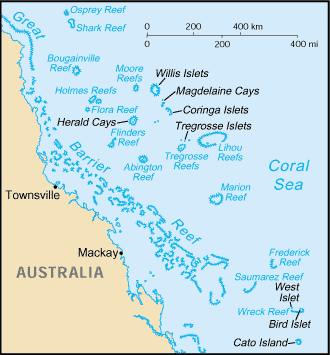
دریای مرجان و جزیره‌های آن